# Nick Fatool
Nick Fatool (* 2. Januar 1915 in Millbury, Worcester County, Massachusetts; † 26. September 2000 in Los Angeles) war ein US-amerikanischer Jazz-Schlagzeuger des Swing und des Dixieland Jazz.

## Leben und Wirken
Nick Fatool begann seine Karriere als Profimusiker in Providence, wo er 1937 in Joe Haymes’ Band spielte; danach arbeitete er in Dallas bei Don Beston. 1939 spielte er kurz bei Bobby Hackett und wurde dann Mitglied im Benny Goodman Orchestra. Er gehörte zu den bekanntesten Schlagzeugern der Swingära in den 1940er Jahren und spielte in den Orchestern von Lionel Hampton, Artie Shaw (1940–41), Alvino Rey (1942–43), Claude Thornhill, Les Brown und Jan Savitt.
1943 zog er nach Los Angeles und arbeitete als Session-Musiker in den Studios, u. a. als Mitglied der Capitol Jazzmen  mit Shorty Sherock, Nappy Lamare und Barney Bigard (1944), mit Benny Carter/Arnold Ross, Harry James, Erroll Garner, Charlie Ventura (1946), Louis Armstrong (1949, 1951), Billie Holiday (1950), sowie mit Nat Cole, Jess Stacy, Tommy Dorsey, Matty Matlock und Glen Gray. Schließlich begann er eine Zusammenarbeit mit Bob Crosby, spielte mit ihm regelmäßig zwischen 1949 und 1951, außerdem mit Crosby’s Bobcats bis in die 1970er Jahre hinein.
In den 1950er und 1960er Jahren war Fatool vor allem im Dixieland-Revival aktiv; er spielte dann 1962–1965 mit Pete Fountain und den Dukes of Dixieland. Mitte der 1970er war er Mitglied von The World’s Greatest Jazz Band; 1982 arbeitete er mit Bud Freeman. Im Jahr 1987 fand Fatools einzige Session als Bandleader statt, als er ein Septett leitete, dem unter anderem Eddie Miller, Johnny Mince und Ernie Carson angehörten.